# Apostasioideae
Apostasioideae — підродина родини орхідні.
Підродина Apostasioideae є найпримітивнішою серед орхідних і має у своєму складі 16 видів з двох родів.
Всі представники Apostasioideae — невеликі багаторічні, трав'янисті рослини.
Поширені в Непалі, в південній частині Китаю і Японії в Нової Гвінеї і на крайній півночі штату Квінсленд, Австралія. У лісах, від 200 до 2200 метрів над рівнем моря.

## Класифікація
Підродина має два роди:
- Neuwiedia — має 3 плодоносних пиляка
- Apostasia — має 2 пиляка і одну волокнисту тичинку (стерильна тичинка).